# Россия (бренди)
«Россия» — марка российского бренди, производимого Кизлярским коньячным заводом с 1976 года. Официальный напиток протокольных мероприятий Московского Кремля, подаётся на встречах глав государств.

## История
В 1971 году под руководством главного коньячного мастера Кизлярского коньячного завода Ф. М. Хобта и инженера-технолога А. И. Лапина был изготовлен напиток из спиртов, выдержанных 15 лет в дубовых бочках. В технологических книгах завода напиток проходил под условным названием «Багратион». Однако, так как в СССР не было принято называть алкогольные напитки собственными именами, новой марке дали название «Россия». 
Сперва Кизлярский коньячный завод не мог получил разрешение на выпуск коньяка этой марки; в 1974 году было получено разрешение на выпуск этой продукции объёмом лишь 1000 дал. 

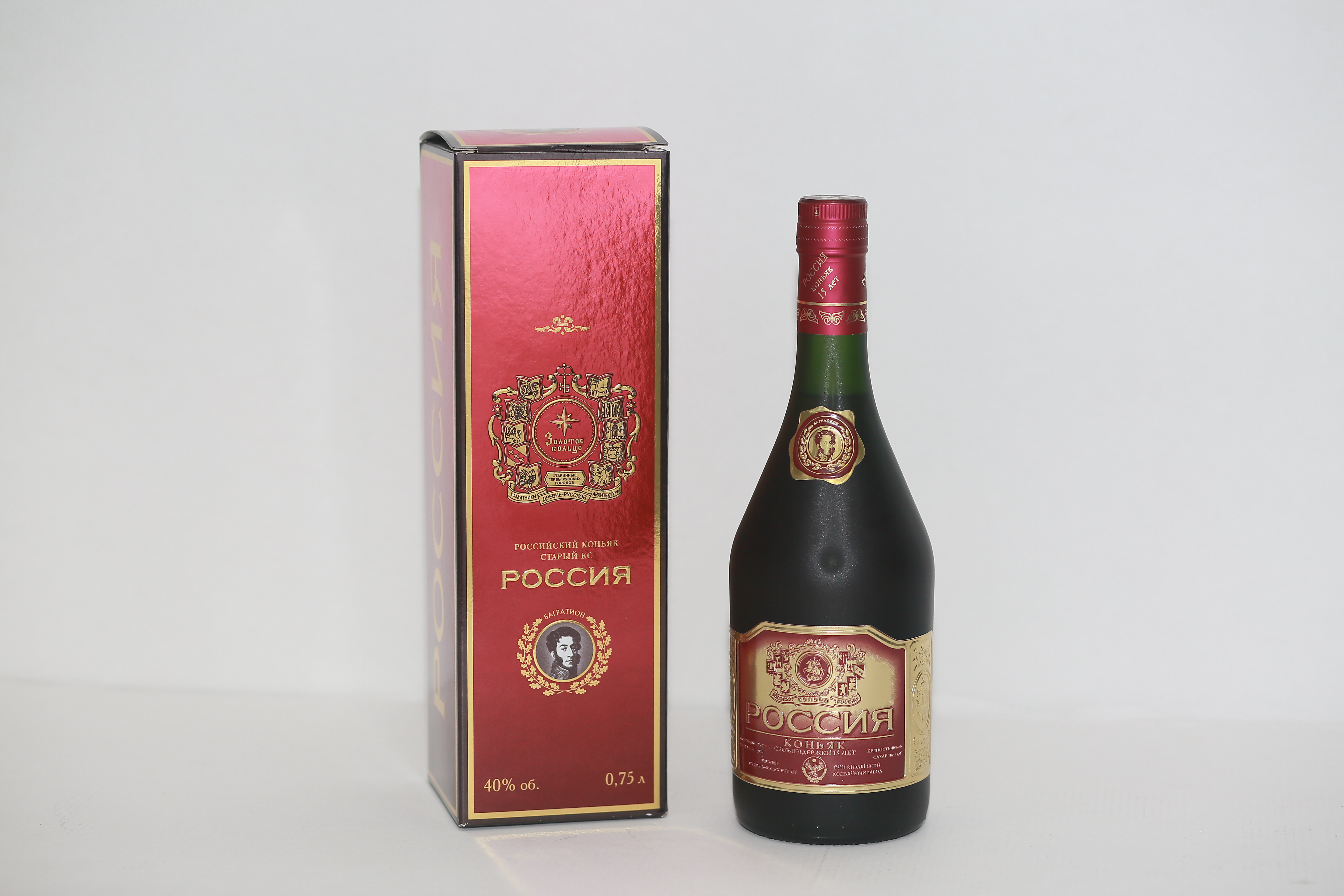
Матовая бутылка коньяка «Россия», 2018

В 1976 году в советское руководство поручило заводу в срочном порядке, изготовить коньяк «Россия» к ХХV съезду КПСС. Были утверждены графины новой, более оригинальной формы из прозрачного стекла, этикетка с изображением Золотого кольца России и цена напитка, после чего началось промышленное производство.

На одной из престижных выставок в Закавказье коньяк „Россия“ за его неудавшуюся в начале своего пути судьбу прозвали „Золушкой“, а немногим позже на международном конкурсе в Болгарии, где за золото соперничали киевская „Русь“ и кизлярская „Россия“, кизлярский коньяк был по достоинству оценен международным жюри и получил большую золотую медаль, а „Русь“ - малую
— 1995, журнал «Виноград и вино России»
Начиная с 1976 года «Россия» является официальным напитком протокольных мероприятий Кремля и подаётся на встречах глав государств. С 2008 года официальными напитками Кремля стали и другие кизлярские коньяки: «Багратион», «Пётр Великий», «Дагестан» и «Кизляр».
В октябре 2021 год завод впервые начал экспортировать напитки «Дагестан» и «Россия» в Германию.

## Производство
Для производства напитка используются европейские сорта винограда[какие?], выращенные на территории Дагестана и Ставропольского края. Минимальный возраст спиртов, используемых для купажа - 15 лет. Дистиллят выдерживается в бочках из кавказского горного столетнего дуба. 

## Характеристики
Напиток тёмно-золотистого цвета, крепость 40 % об., содержание сахара: 10 г/дм³.
Длительная выдержка коньячных спиртов смягчает вкус конечного продукта, облагораживает его букет и развивает тона старения. В нём достигнута гармония аромата и вкуса. Лёгкие ванильно-шоколадные тона с гаммой нежного цветочного аромата сочетаются с маслянистым тонким вкусом.

## Награды

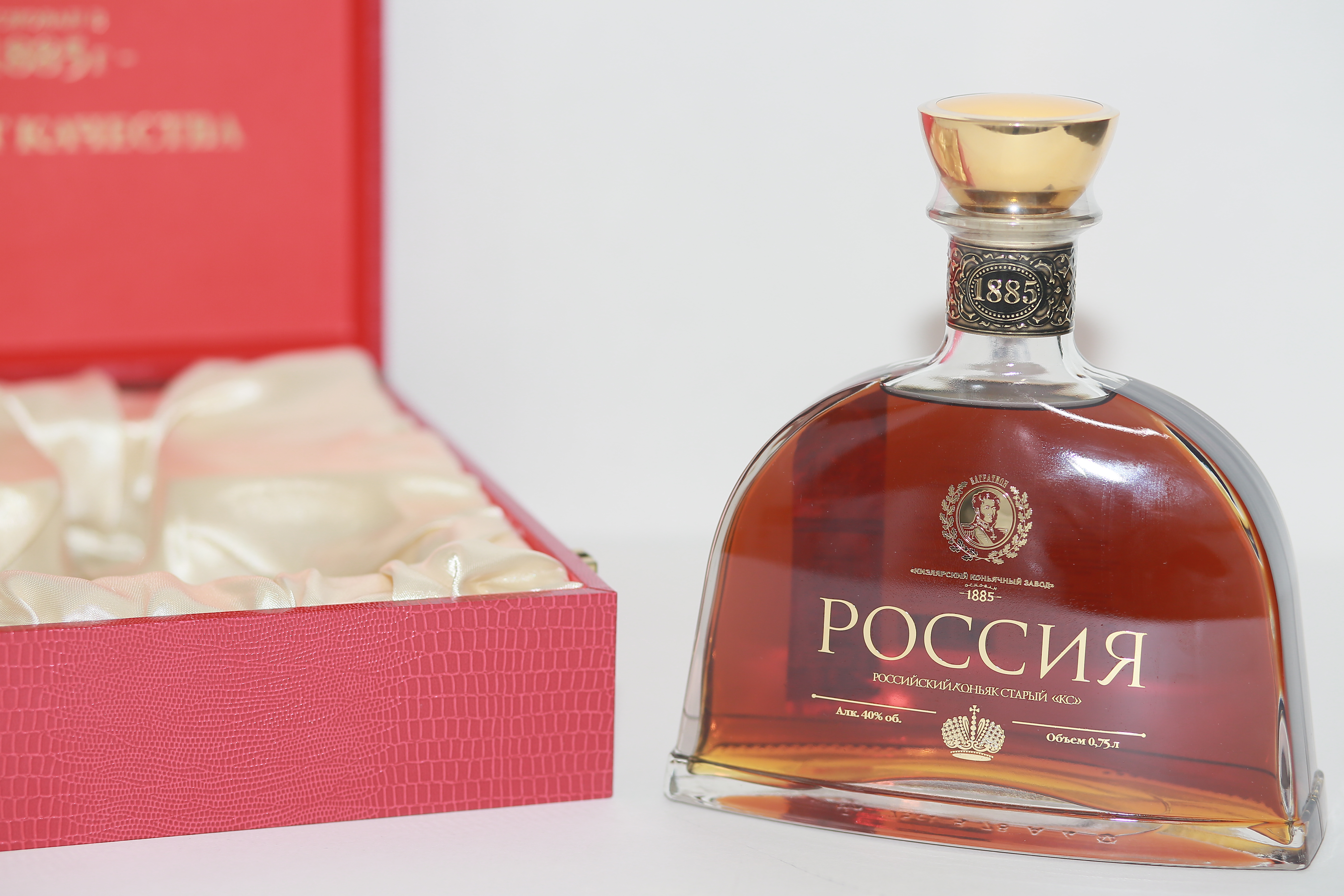
Коньяк «Россия», 2018

- 1995, 1996, 1997, 1998 - Золотая медаль Международного дегустационного конкурса вин и ликероводочных изделий «ЛЕНЭКСПО»
- 1995 - Золотая медаль Крымского конкурса коньяков Магарач г. Ялта
- 1996 - I место на международном конкурсе INTERDRINK г. Москва
- 1997 - Золотая медаль Международной выставки-ярмарки «Вино-Водка-Табак-97» г. Сочи
- 1997 - Золотая медаль  «ЛЕНЭКСПО», «Осенняя ярмарка вин-97» г. Санкт-Петербург
- 1997- Золотая медаль Второго Международного конкурса «Крым-коньяк-97» Магарач г. Ялта
- 1997 - Золотая медаль Первого Международного конкурса коньяков «KVINT» г. Тирасполь
- 1998 - Серебряная медаль Межрегиональной выставки-ярмарки «Вина и напитки-98» г. Анапа
- 1998 - Золотая медаль Фестиваля «Солнце в бокале» г. Ростов-на-Дону
- 1999 - Большая золотая медаль «ЛЕНЭКСПО», «Петербургская ярмарка вин и водок-99» г. Санкт-Петербург
- 2000, 2001 - Золотая медаль Международного профессионального конкурса вин г. Москва
- 2001 - Золотая медаль конкурса «Золотые коллекции» г. Ростов-на-Дону
- 2002 - Платиновый знак качества XXI века г. Москва
- 2002 - Золотой знак качества XXI века г. Москва
- 2002 - Золотая медаль Международного круглого стола «Опыт руководителя» Кипр, г. Лимассол
- 2002 - Гран-При «INTERNATIONAL AWARD» г. Вашингтон
- 2002 - Гран-При «Петербургская ярмарка вин и водок-2002»
- 2003 - Золотая медаль «INTERNATIONAL AWARD» г. Вашингтон
- 2003 - Золотая медаль выставки «Золотая осень» г. Москва
- 2003 - Золотая медаль выставки «РОСАГРО-2003» г. Москва
- 2003 - Лауреат международного конкурса «Лучший продукт – 2003»
- 2004 - Гран-При «INTERNATIONAL AWARD» г. Чикаго
- 2004 - Большая золотая медаль XI выставки «Петербургская ярмарка вин и водок - 2004»
- 2005 - Гран-При конкурса «Продукт года 2005» г. Москва
- 2005 - Гран-При Международного форума «Индустрия напитков» г. Москва
- 2006 - Платиновый знак качества XXI века г. Москва
- 2006 - Золотая медаль SPIRITS. г. Москва
- 2007 - Большая золотая медаль Международного форума напитков «DRINK EXPO» г. Санкт-Петербург
- 2007 - Золотая медаль Международного профессионального конкурса вин г. Москва
- 2007 - Золотая медаль IX Дегустационного конкурса «ПРОДЭКСПО» г. Москва
- 2008 - Золотая медаль Выставка-ярмарка «Вино-Водка-2008» г. Сочи
- 2008 - Золотая медаль Международного конкурса «Лучший продукт – 2008» г. Москва
- 2013 - Лауреат Международного конкурса «Лучший продукт – 2013»
- 2017 - Золотая медаль IV Черноморского форума виноделия г. Москва
- 2018 - Золотая медаль V Черноморского форума виноделия г. Варна[10]
- 2018 - Золотая медаль Российской агропромышленной выставки «Золотая осень»
- 2018 - Золотая медаль Дегустационного конкурса вин и коньяков «Золотой Лев» Голицынского Фестиваля
- 2019 - Золотая медаль Дегустационного конкурса «ПРОДЭКСПО»[11][12]